# Préférence temporelle
Ne doit pas être confondu avec Actualisation ou Valeur temps de l'argent.
La préférence temporelle est la tendance d'un agent économique à consommer son revenu immédiatement, ou au contraire, à faire croître ce montant en épargnant et le consommer plus tard.

## Facteurs
La préférence temporelle dépend de trois facteurs :
- sa capacité d'anticipation ;
- son aversion à l'incertitude ;
- son intérêt pour une dépense immédiate.